# Ammotrechesta schlueteri
Ammotrechesta schlueteri är en spindeldjursart som beskrevs av Roewer 1934. Ammotrechesta schlueteri ingår i släktet Ammotrechesta och familjen Ammotrechidae. Inga underarter finns listade i Catalogue of Life.